# Felipe Bertoldo
Fellipe Bertoldo dos Santos (São Paulo, 5 de enero de 1991) es un futbolista brasileño que juega como centrocampista.
Bertoldo jugó 5 veces para la selección de fútbol de Timor Oriental entre 2014 y 2015, pero fue declarado inelegible por la Confederación Asiática de Fútbol en enero de 2017.

## Trayectoria

### Clubes
| Club                   | País      | Año       |
| ---------------------- | --------- | --------- |
| Palmeiras              | Brasil    | 2011      |
| Guaçuano               | Brasil    | 2012      |
| Botafogo               | Brasil    | 2013      |
| Internacional          | Brasil    | 2014      |
| Oita Trinita           | Japón     | 2015      |
| Verspah Oita           | Japón     | 2015      |
| Esteghlal Khuzestan FC | Irán      | 2016      |
| Mitra Kukar FC         | Indonesia | 2016      |
| Al-Suwaiq Club         | Omán      | 2016-2017 |
| Arema Cronus           | Indonesia | 2017      |

### Selección nacional
| Selección | País           | Año         |
| --------- | -------------- | ----------- |
| Absoluta  | Timor Oriental | 2014 - 2015 |

## Estadística de equipo nacional
| Selección de fútbol de Timor Oriental | Selección de fútbol de Timor Oriental | Selección de fútbol de Timor Oriental |
| Año                                   | Part.                                 | Goles                                 |
| ------------------------------------- | ------------------------------------- | ------------------------------------- |
| 2014                                  | 4                                     | 1                                     |
| 2015                                  | 1                                     | 0                                     |
| Total                                 | 5                                     | 1                                     |